# Demi Lovato: Live in Concert
Tournées par Demi Lovato
Demi Live! Warm Up Tour
(2008) A Special Night with Demi Lovato
(2009-10)
Demi Lovato: Live in Concert est la deuxième tournée de la chanteuse et actrice Demi Lovato dans le but de promouvoir son deuxième album Here We Go Again.

## Développement
La tournée a commencé en tant que Summer Tour 2009, le 21 juin 2009, et s'est achevé le 21 août 2009 dans 40 villes. David Archuleta a été l'invité spécial pour toute la tournée, sauf pour certaines dates quand David avait des concerts en dehors. KSM et Jordan Pruitt ont également fait partie de la tournée sur certaines dates. 
Les trois dernières dates ont été reportées et ont eu lieu en octobre 2009 et novembre 2009. La tournée a remporte le Summer Tour Choice aux Teen Choice Awards 2009.
En 2010, Lovato s'est rendu en Amérique du Nord. Au Brésil, les billets sont en vente le 30 mars 2010, pour les membres du fan club officiel, puis au grand public le 1er avril 2010. Selon les informations fournies par le bureau de billet de Via Funchal, tous les billets pour le concert ont déjà été vendus avant le 5 mai 2010, environ 6 100 personnes, mais pour des raisons de sécurité, le nombre a été diminué à 5 285, et à la fin tous ont été vendus. Dans le HSBC Arena de Rio plus de la moitié des billets pour le concert ont déjà été vendus ou réservés le 10 avril, environ 2 400 personnes, pour un concert de 4 700, en fin de compte, tous les billets ont été vendus. En Colombie, les billets ont commencé à vendre le 9 avril 2010, où 81 % des billets ont été vendus, et le Chili a suivi le 12 avril 2010. Cependant, au Chili, les billets ont été presque entièrement vendus, seulement deux billets étaient disponibles à la fin (100 %).

## Premières parties
- David Archuleta
- KSM
- Jordan Pruitt

## Programme

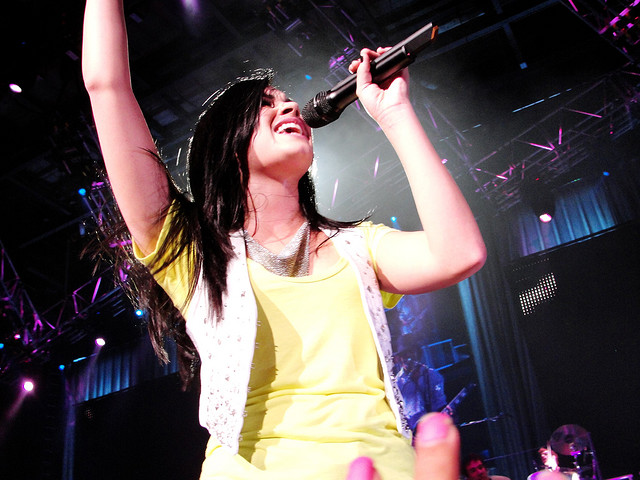
Demi Lovato interprétant So Far So Great en 2009

### Été 2009
1. La La Land
2. So Far So Great
3. Quiet (soirée d'ouverture uniquement)
4. Gonna Get Caught
5. U Got Nothin' On Me
6. Got Dynamite (soirée d'ouverture uniquement)
7. Party
8. Trainwreck
9. Catch Me
10. This Is Me (ajouté le 1er juillet)
11. Until You're Mine
12. Solo
13. Stop the World
14. Two Worlds Collide
15. Behind Enemy Lines
16. (You Make Me Feel Like) A Natural Woman (reprise d'Aretha Franklin/Carole King)
17. Every Time You Lie
18. Remember December
19. Here We Go Again

Rappel
1. Don't Forget
2. Get Back

### Automne 2009
1. La La Land
2. Gonna Get Caught
3. U Got Nothin' On Me
4. Party
5. Trainwreck
6. Catch Me
7. This Is Me
8. Solo
9. Stop the World
10. Two Worlds Collide

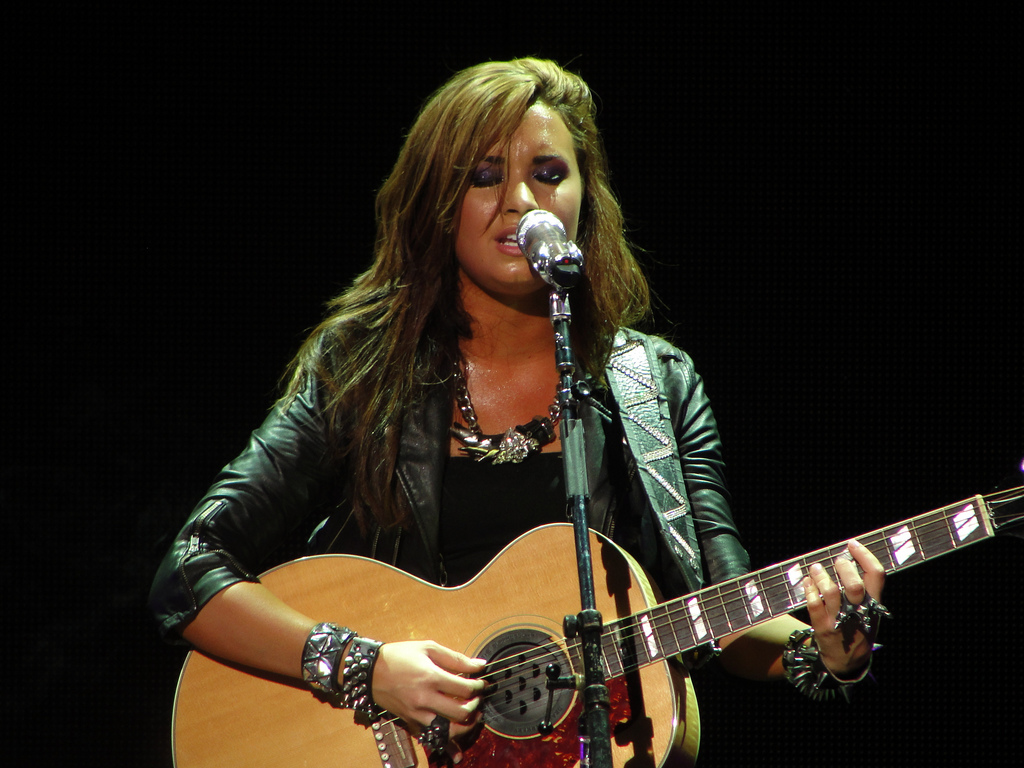
Demi Lovato sur scène en 2010

11. (You Make Me Feel Like) A Natural Woman (reprise d'Aretha Franklin)
12. Every Time You Lie
13. Remember December
14. Here We Go Again

Encore
1. Don't Forget
2. Get Back

### Amérique du Sud
1. La La Land
2. So Far So Great
3. Gonna Get Caught
4. U Got Nothin' On Me
5. Party
6. Trainwreck
7. Catch Me

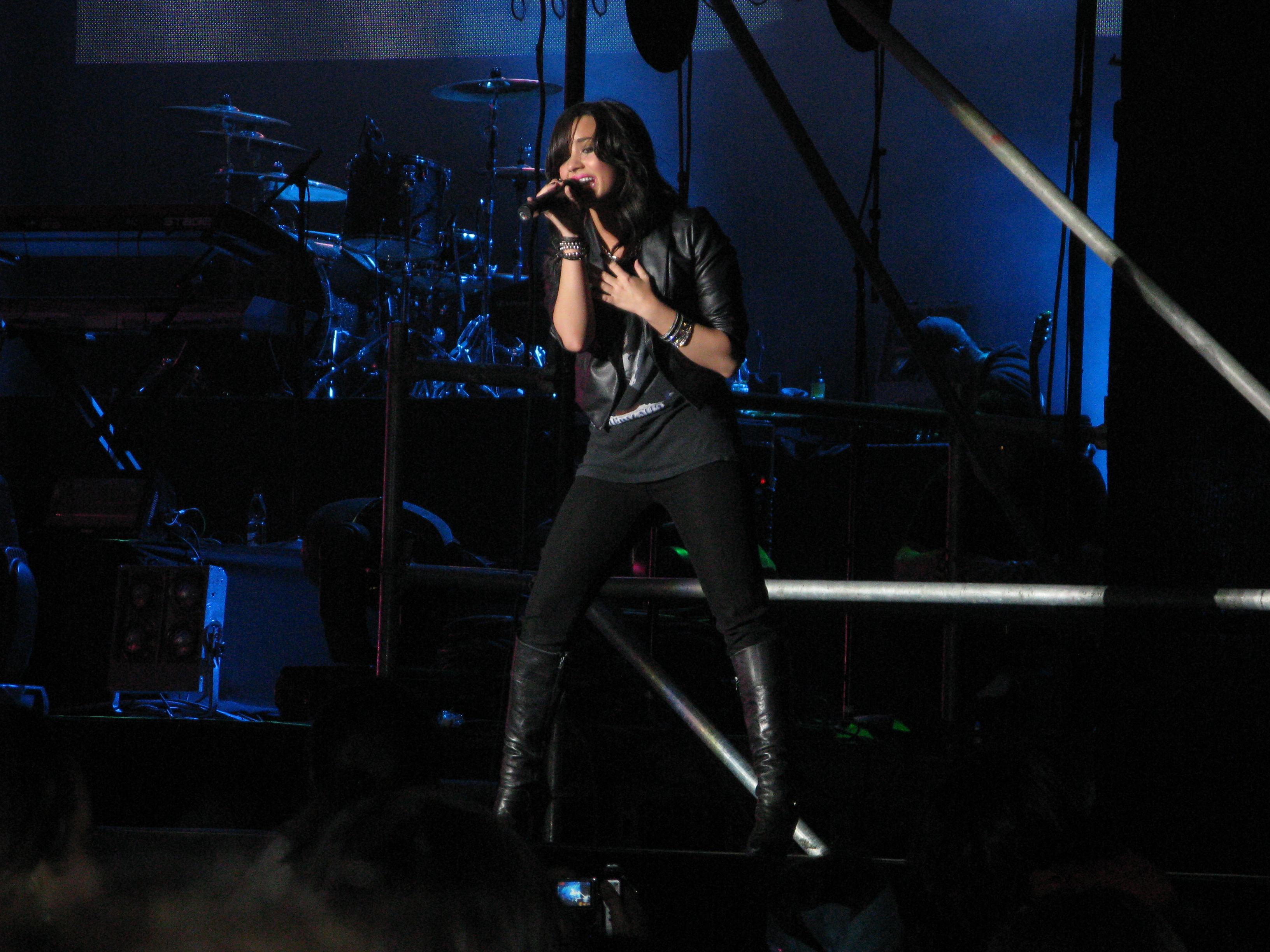
Demi Lovato lors d'un de ses concerts au Chili

8. Lo Que Soy/This Is Me (Lo Que Soy au Chili et en Colombie et This Is Me au Brésil)
9. Can't Back Down (Rio de Janeiro uniquement)
10. Until You're Mine
11. Solo
12. Stop the World
13. Two Worlds Collide
14. (You Make Me Feel Like) A Natural Woman (reprise d'Aretha Franklin cover) (Colombie et Rio de Janeiro uniquement)
15. Every Time You Lie
16. Remember December
17. Here We Go Again
18. Don't Forget
19. Get Back

## Dates[1]
| Date              | Ville             | Pays       | Salle                               |
| ----------------- | ----------------- | ---------- | ----------------------------------- |
| Amérique du Nord  |                   |            |                                     |
| 21 juin 2009      | Hartford          | États-Unis | XL Center                           |
| 22 juin 2009      | Wilkes-Barre      | États-Unis | Wachovia Arena                      |
| 24 juin 2009      | Uniondale         | États-Unis | Nassau Veterans Memorial Coliseum   |
| 25 juin 2009      | Newark            | États-Unis | Prudential Center                   |
| 26 juin 2009      | Boston            | États-Unis | Agganis Arena                       |
| 27 juin 2009      | Philadelphie      | États-Unis | Mann Center for the Performing Arts |
| 29 juin 2009      | Duluth            | États-Unis | Arena at Gwinnett Center            |
| 1er juillet 2009  | Lafayette         | États-Unis | Cajundome                           |
| 2 juillet 2009    | North Little Rock | États-Unis | Verizon Arena                       |
| 3 juillet 2009    | Houston           | États-Unis | Reliant Arena                       |
| 5 juillet 2009    | Grand Prairie     | États-Unis | Nokia Theatre at Grand Prairie      |
| 6 juillet 2009    | Tulsa             | États-Unis | BOK Center                          |
| 9 juillet 2009    | Glendale          | États-Unis | Jobing.com Arena                    |
| 10 juillet 2009   | Fresno            | États-Unis | Save Mart Center                    |
| 11 juillet 2009   | San José          | États-Unis | Event Center Arena                  |
| 14 juillet 2009   | Seattle           | États-Unis | WaMu Theater                        |
| 16 juillet 2009   | Sacramento        | États-Unis | ARCO Arena                          |
| 17 juillet 2009   | Los Angeles       | États-Unis | Nokia Theatre L.A. Live (en)        |
| 18 juillet 2009   | Las Vegas         | États-Unis | Orleans Arena                       |
| 20 juillet 2009   | Denver            | États-Unis | Wells Fargo Theatre                 |
| 22 juillet 2009   | Kansas City       | États-Unis | Sprint Center                       |
| 24 juillet 2009   | Rosemont          | États-Unis | Allstate Arena                      |
| 25 juillet 2009   | Cincinnati        | États-Unis | U.S. Bank Arena                     |
| 27 juillet 2009   | Cleveland         | États-Unis | Wolstein Center                     |
| 28 juillet 2009   | Pittsburgh        | États-Unis | Civic Arena                         |
| 29 juillet 2009   | Greensboro        | États-Unis | Greensboro Coliseum                 |
| 31 juillet 2009   | Tampa             | États-Unis | St. Pete Times Forum                |
| 1er août 2009     | Sunrise           | États-Unis | BankAtlantic Center                 |
| 2 août 2009       | Orlando           | États-Unis | Amway Arena                         |
| 4 août 2009       | Greenville        | États-Unis | BI-LO Center                        |
| 6 août 2009       | Columbus          | États-Unis | Celeste Center                      |
| 8 août 2009       | Minneapolis       | États-Unis | Target Center                       |
| 9 août 2009[A]    | Milwaukee         | États-Unis | Wisconsin State Fair Park           |
| 10 août 2009[B]   | Indianapolis      | États-Unis | Pepsi Coliseum                      |
| 12 août 2009      | Nashville         | États-Unis | Sommet Center                       |
| 13 août 2009      | Saint-Louis       | États-Unis | Chaifetz Arena (en)                 |
| 14 août 2009      | Moline            | États-Unis | I Wireless Center                   |
| 15 août 2009      | Omaha             | États-Unis | Qwest Center Omaha                  |
| 18 août 2009      | Clarkston         | États-Unis | DTE Energy Music Theater            |
| 20 août 2009      | Fairfax           | États-Unis | Patriot Center                      |
| 21 août 2009      | Hershey           | États-Unis | Star Pavilion                       |
| 29 octobre 2009   | Manchester        | États-Unis | Verizon Wireless Arena              |
| 30 octobre 2009   | Providence        | États-Unis | Dunkin' Donuts Center               |
| 1er novembre 2009 | Atlantic City     | États-Unis | Etess Arena                         |
| Amérique du Sud   |                   |            |                                     |
| 23 mai 2010       | Santiago          | Chili      | Movistar Arena                      |
| 25 mai 2010       | Bogota            | Colombie   | Coliseo Cubierto el Campín (en)     |
| 27 mai 2010       | Rio de Janeiro    | Brésil     | HSBC Arena                          |
| 28 mai 2010       | São Paulo         | Brésil     | Via Funchal                         |

Festivals
A Ce concert fait partie du "Wisconsin State Fair"
A Ce concert fait partie du "Indiana State Fair"